# نگارخانه هنر فریر
نگارخانه هنر فریر
بنیان‌گذاری۱۹۲۳مکان۱۰۵۰ خیابان استقلال، واشینگتن، دی.سی.گونهنگارخانهمدیرجولیان رابیمعمارچارلز ای. پلت (Platt, Charles A.)وبگاه
نگارخانه هنر فریر (به انگلیسی: Freer Gallery of Art) یکی از مراکز فرهنگی در شهر واشینگتن، دی.سی. پایتخت ایالات متحده آمریکا است. این موزه متعلق به مؤسسه اسمیتسونین است و در کنار نگارخانه آرتور سکلر قرار دارد.

نگارخانه هنر فریر به همراه نگارخانه آرتور سکلر، دارای مجموعه بزرگی از آثار مربوط به تاریخ ایران باستان و تاریخ ایران پس از اسلام از جمله بشقاب شاپور هستند.

## نگارخانه

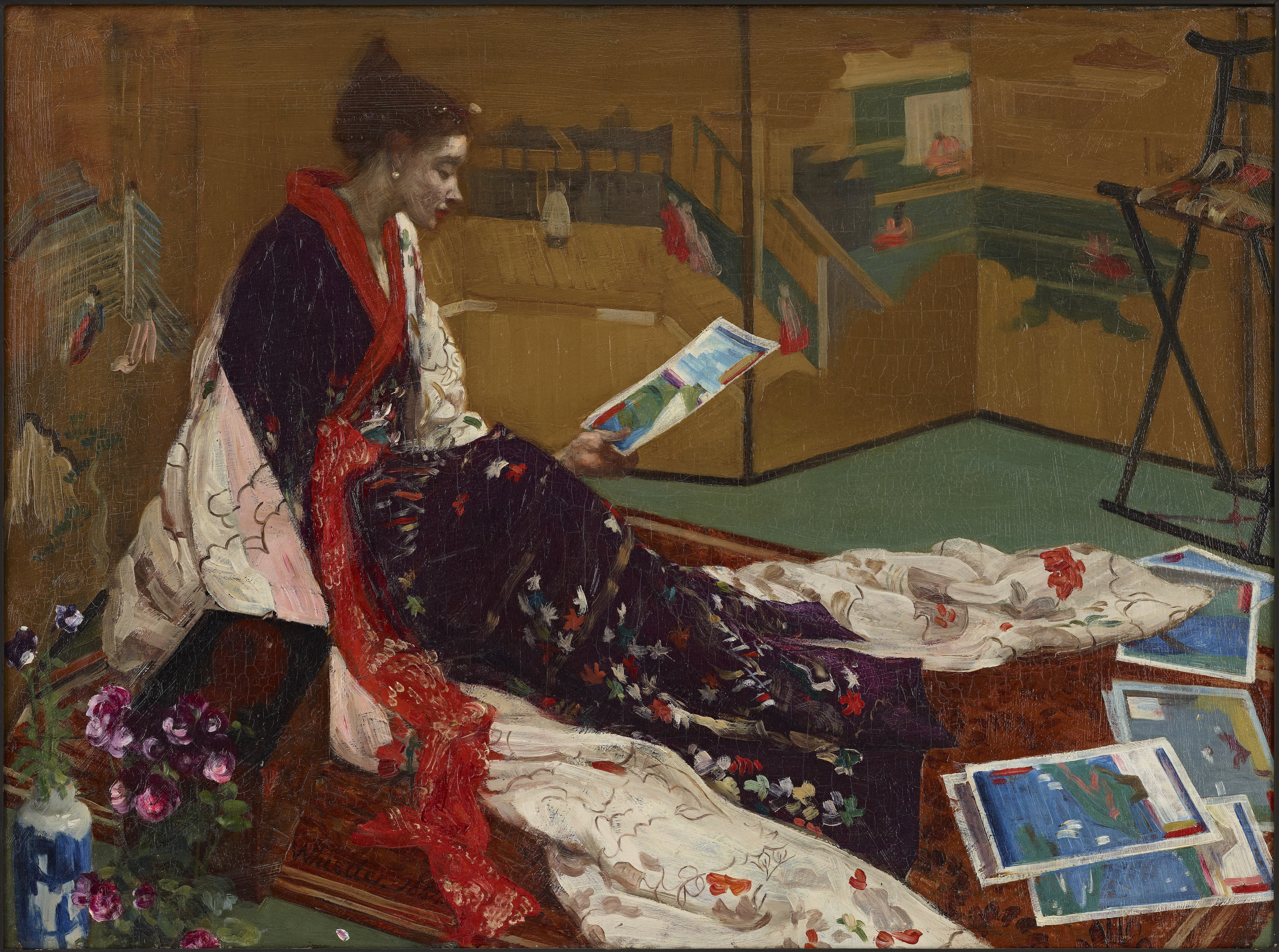
کاپریس در بنفش و طلایی؛ کیمونو و پارتیشن رنگ‌روغن روی چوب، ۱۸۶۴ م. اثر جیمز مک‌نیل ویسلر
شاهزاده خانمی از سرزمینی شرقی رنگ‌روغن روی چوب، بین ۱۸۶۳ تا ۱۸۶۵ م. اثر جیمز مک‌نیل ویسلر
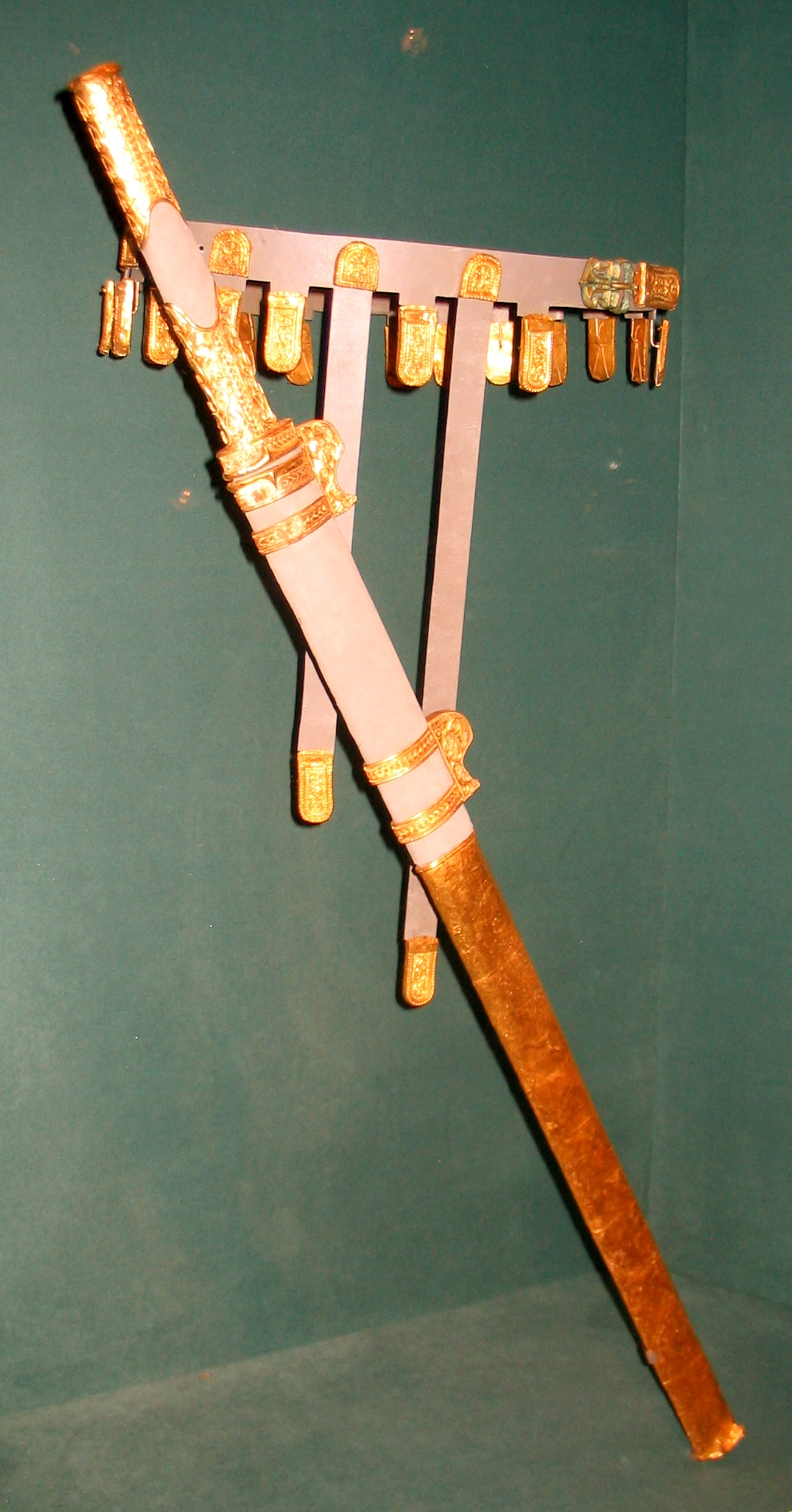
شمشیر و قلاف. دوره ساسانی ایران
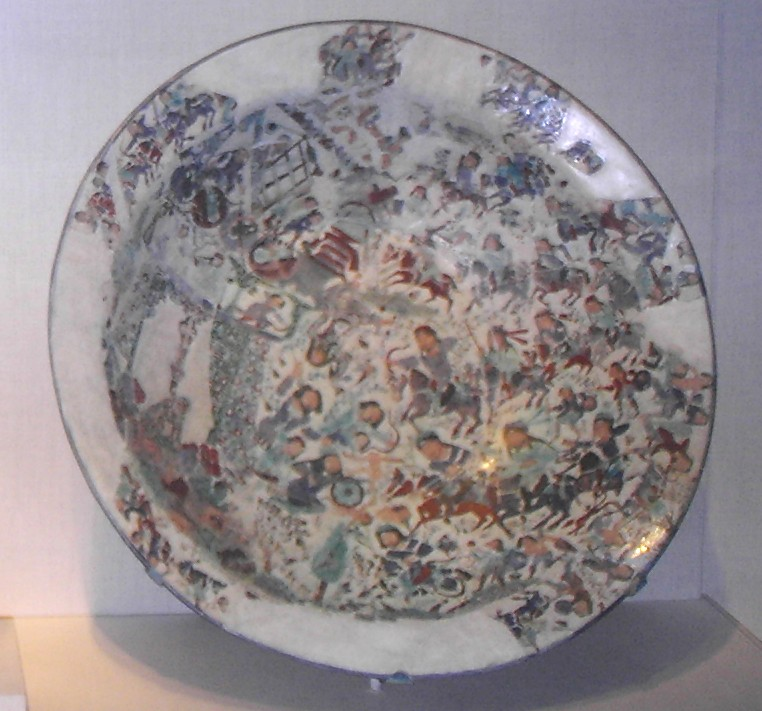
کاسه دوره سلجوقی ایران
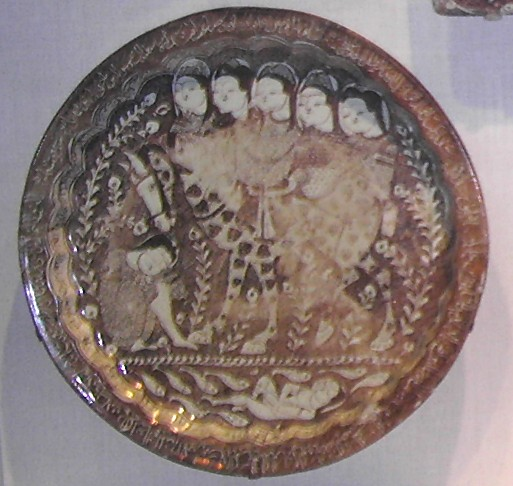
ظرف سفالی قرن هفتم هجری از ایران
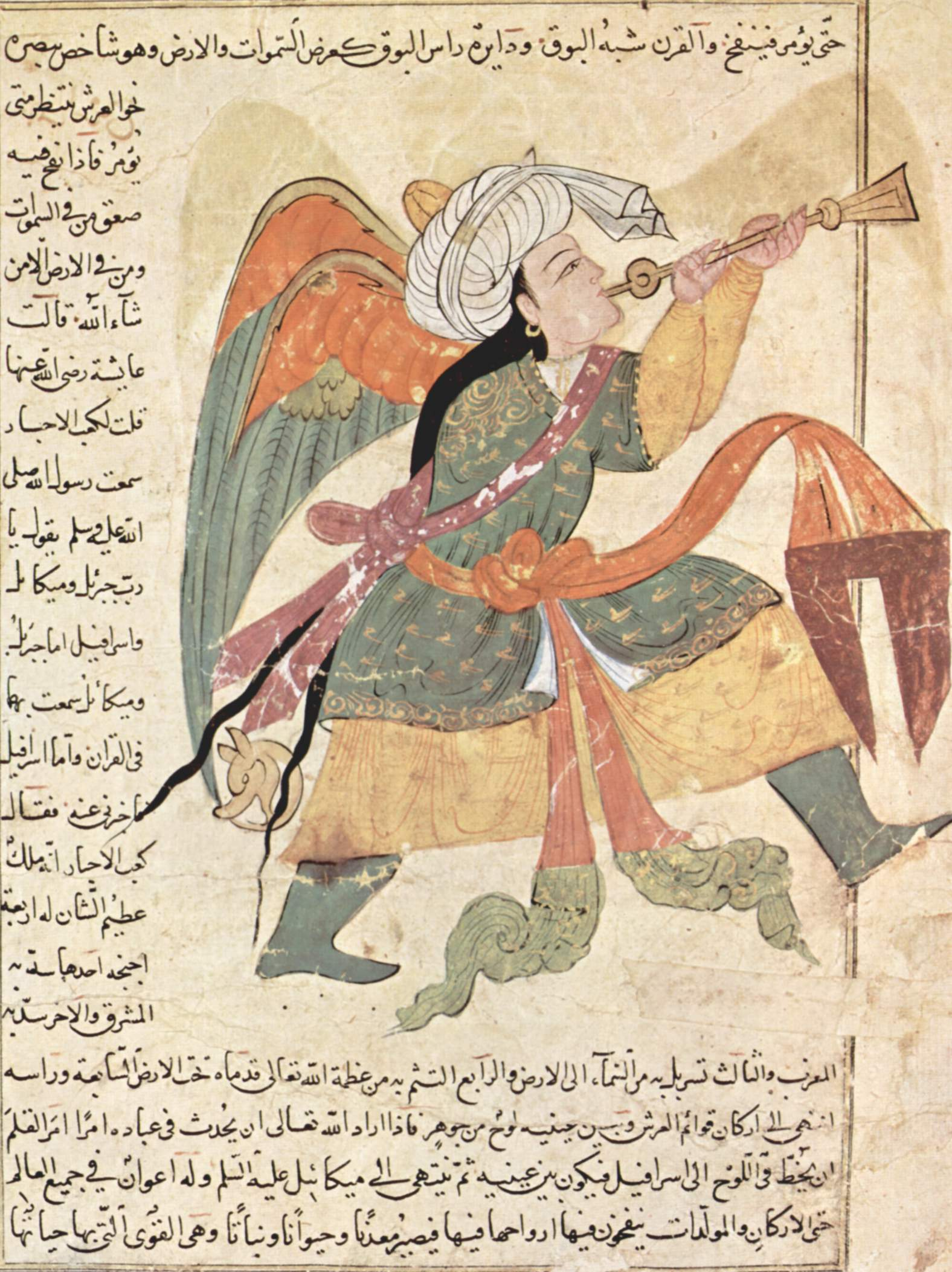
صور اسرافیل، قرن سیزدهم.
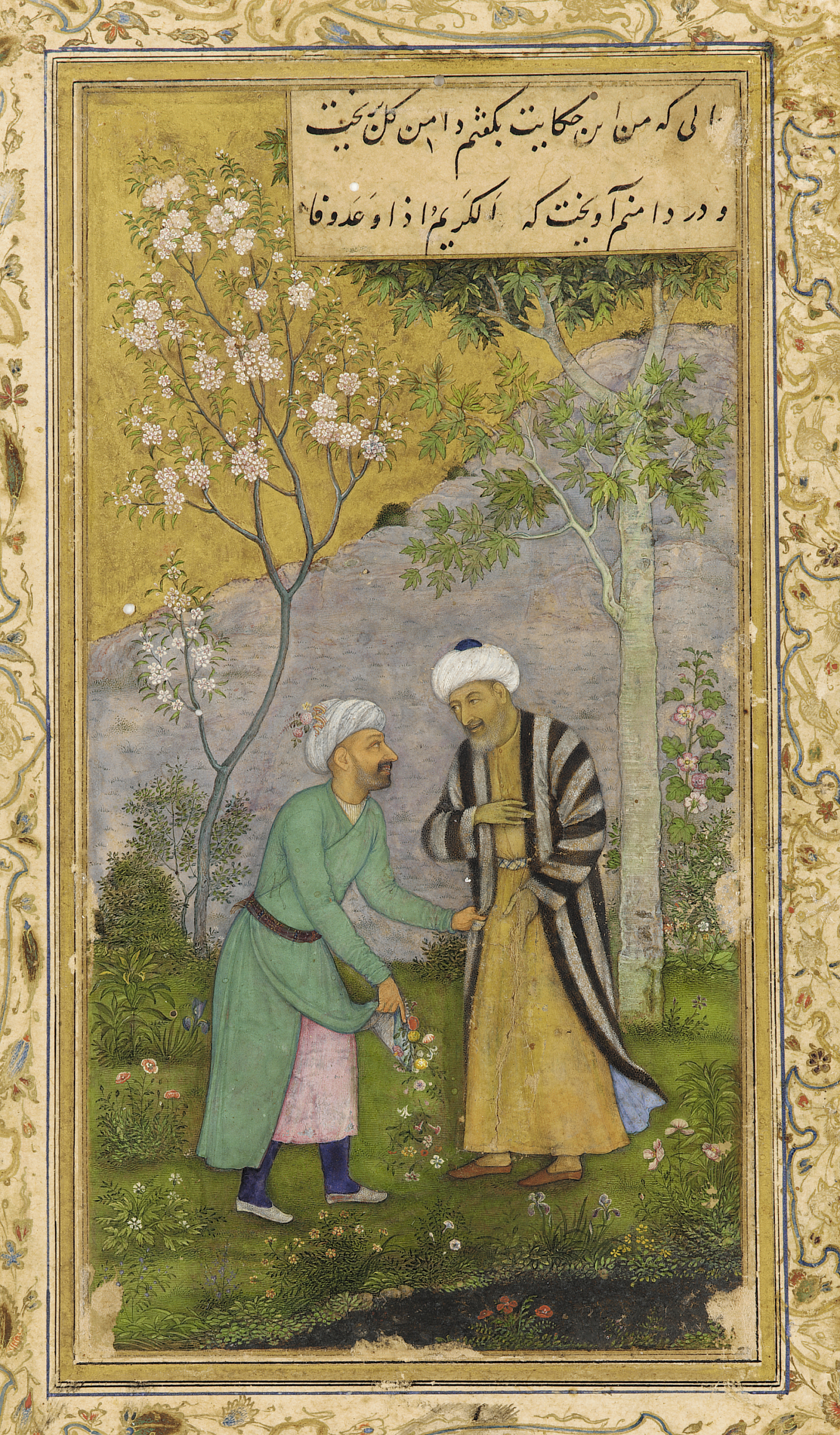
سعدی شیرازی در گلستان اواخر سده ۱۶ میلادی اثر گوردهن
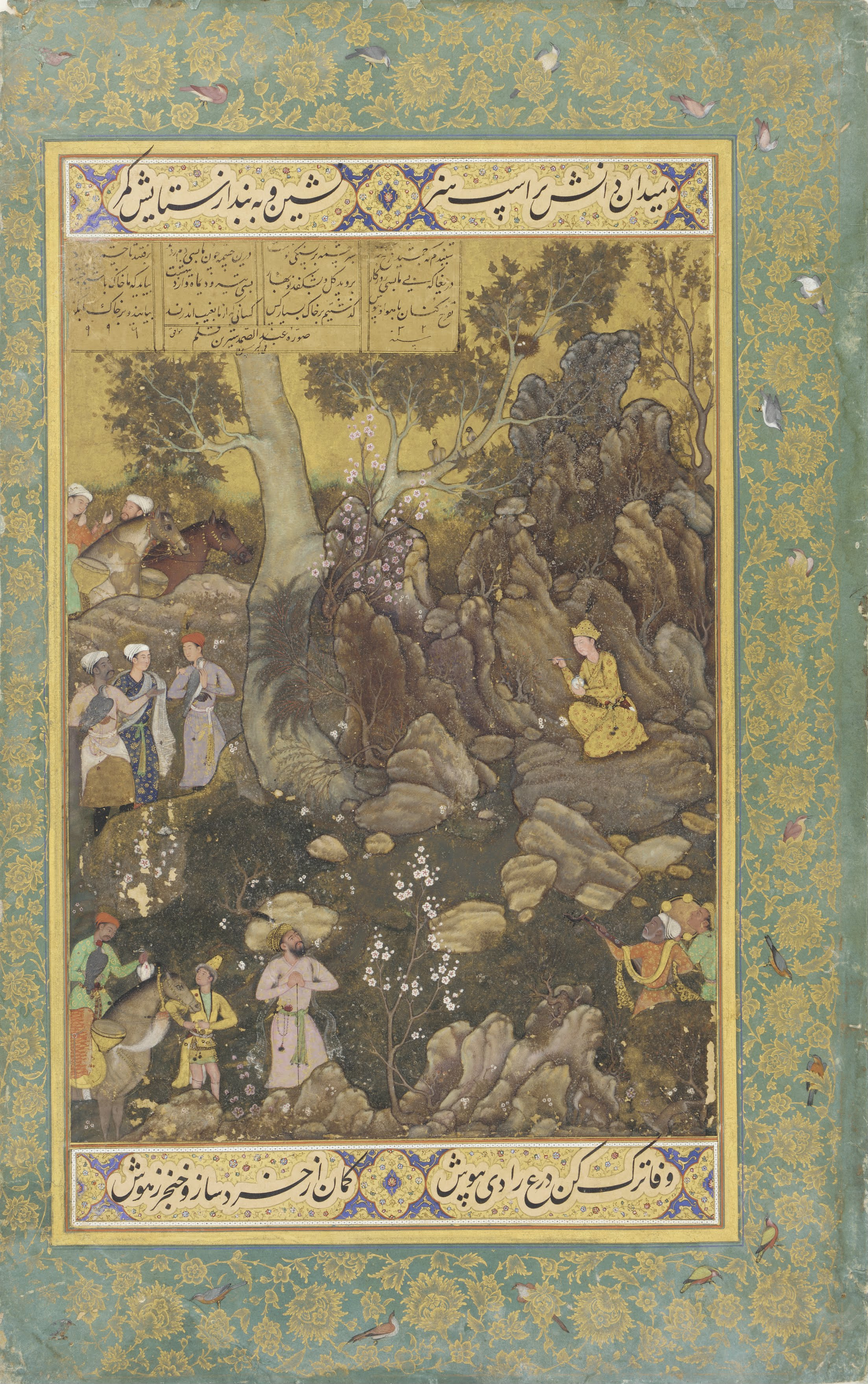
جمشید حین نوشتن بر روی سنگ
 حوالی ۱۵۸۸ م.
اثر عبدالصمد شیرازی